# Cheddar
Pour les articles homonymes, voir Cheddar (homonymie).
Cheddar (en anglais : Cheddar) est un grand village et une civil parish, situé en Grande-Bretagne, dans la zone de Sedgemoor dans le comté anglais du Somerset. 

## Description

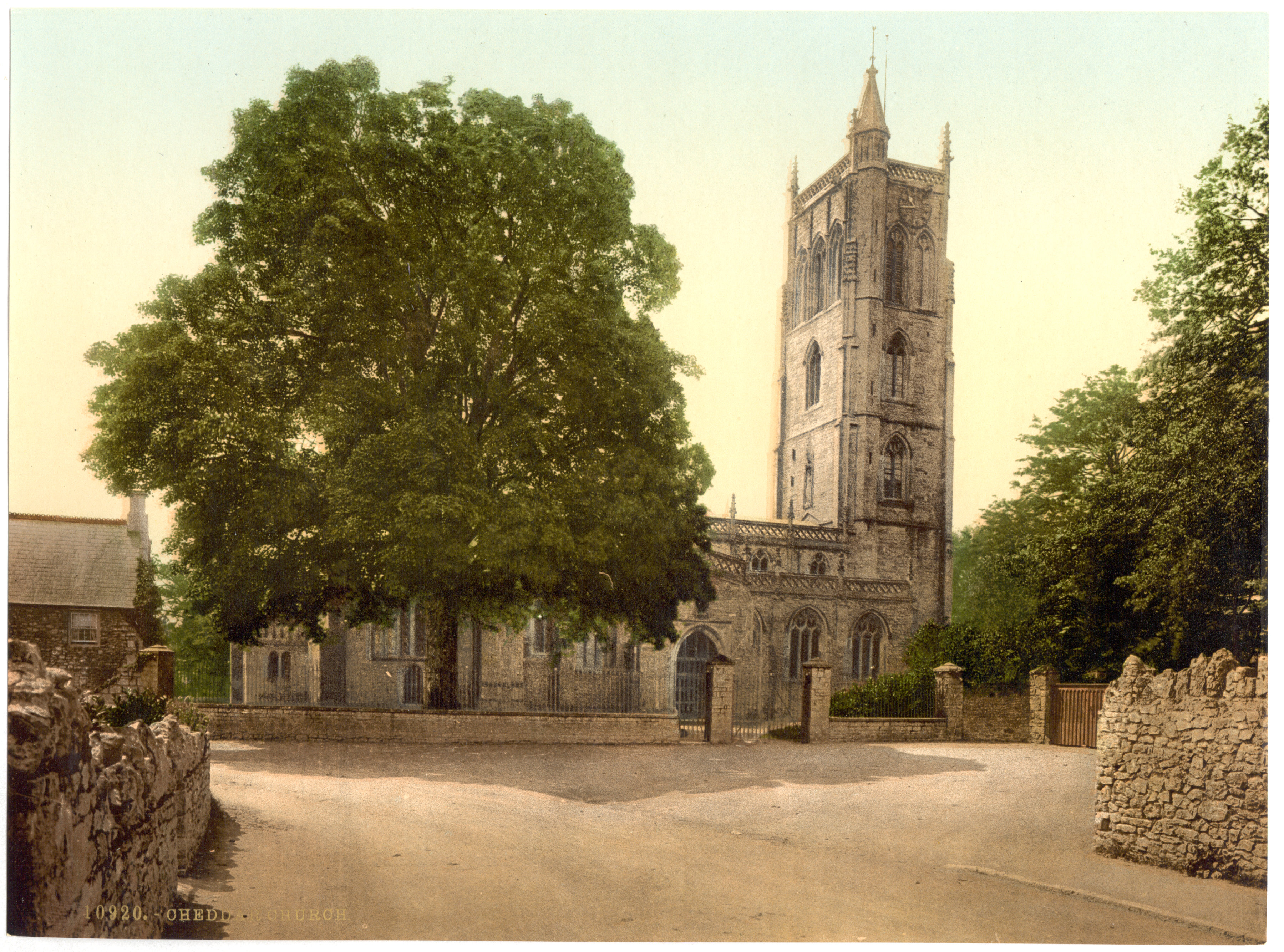
L'église de Cheddar en 1890.

Située plus précisément sur le bord du sud des collines de Mendip, à 9 miles (14 km) au nord-ouest de la ville de Wells, le village est connu pour les gorges de Cheddar qui sont les plus grandes gorges au Royaume-Uni et qui incluent plusieurs cavernes d'exposition. La ville fournit également un environnement géologique et biologique unique. Un squelette vieux de 10 000 ans a été découvert dans les grottes en 1903 et il serait le plus vieux humain découvert en Grande-Bretagne. 

Le village a donné son nom au fromage cheddar et a également été une plaque tournante de culture des fraises[réf. nécessaire].

C'est maintenant une destination de tourisme conséquente et un grand village doté de plusieurs équipements culturels et d'importantes communautés.

## Lieux et monuments
- Grottes de Cheddar[6]
- L'église Saint-Andrew reconstruite au XIVe siècle

## Jumelages
| Ville | Ville       | Pays | Pays      | Période     |
| ----- | ----------- | ---- | --------- | ----------- |
|       | Felsberg    |      | Allemagne |             |
|       | Ocho Rios   |      | Jamaïque  |             |
|       | Vernouillet |      | France    | depuis 2000 |

- Descartes, France
- Vernouillet, France